# Asgenerator

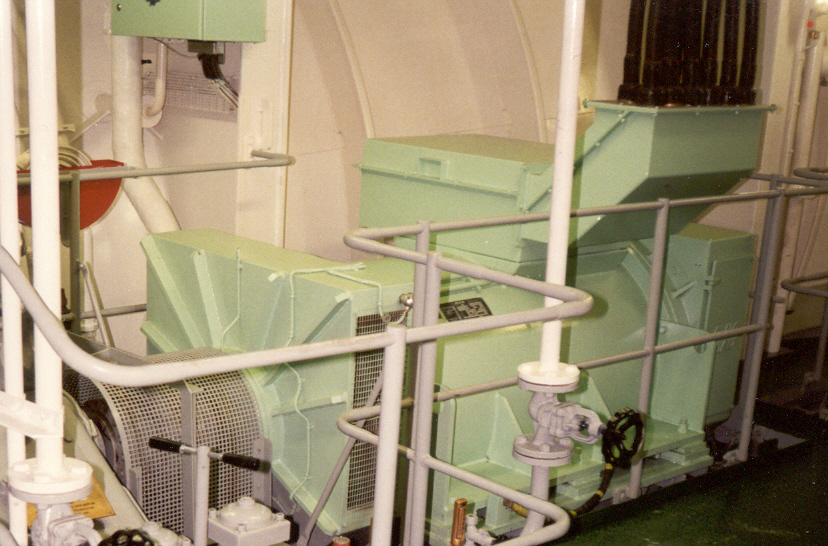
Asgenerator aan boord van een containerschip.

Een asgenerator is een generator die wordt aangedreven door de schroefas van een schip. De schroefas loopt van de hoofdmotor naar de schroef die bestemd is voor de voortstuwing. De asgenerator wordt gebruikt om het schip van elektrisch vermogen te voorzien tijdens de vaart, omdat de grotere hoofdmotoren een lager verbruik hebben dan de hulpmotoren, goedkopere brandstof verbruiken en omdat op de onderhoudskosten van de hulpmotoren kan worden bespaard. Tijdens het manoeuvreren en in de haven wordt overgegaan op de hulpmotoren die met hun generatoren dan het benodigde elektrisch vermogen leveren.

## Aandrijving
De aandrijving van de asgeneratoren kan op verschillende manieren plaatsvinden. Als de hoofdmotor een middelsnellopende motor is met verstelbare schroef die aangedreven wordt via een tandwielreductie, dan kan de asgenerator worden aangedreven via een Power take-off, een aftakking van de tandwielreductie. Door de verstelbare schroef kan het toerental van de motor en daarmee de asgenerator constant blijven bij een wisselende motorbelasting en scheepssnelheid. Dit is belangrijk omdat de elektrische frequentie constant moet blijven.
Bij langzaamlopende tweeslagmotoren wordt veelal gebruikgemaakt van een vaste schroef, waardoor het toerental van de motor niet constant is. De frequentie wordt hierbij vaak constant gehouden met behulp van frequentieomvormers.

## Invloed
Het extra benodigde vermogen heeft invloed op de karakteristiek van de voortstuwingsmotor. Om deze reden worden de turbogroepen aangepast, zodat het optimale rendement verschuift naar een gebied met geringere vermogens en de vuldruk in het gebied van de lagere vermogens wordt verhoogd.